# Super Bowl XXXIII
Super Bowl XXXIII var den 33. udgave af Super Bowl, finalen i den amerikanske football-liga NFL. Kampen blev spillet 31. januar 1999 på Pro Player Stadium i Miami og stod mellem Denver Broncos og Atlanta Falcons. Broncos vandt 34-19 og tog dermed den anden Super Bowl-titel i klubbens historie.
Kampens MVP (mest værdifulde spiller) blev Broncos quarterback John Elway.
Super Bowl XXXIII er den hidtil eneste Super Bowl der har haft dansk deltagelse. Kickeren Morten Andersen var med på Falcons hold, efter at have afgjort semifinalen mod Minnesota Vikings. Andersens syv point var dog ikke nok til at true Broncos.
| NFL | Spire Denne artikel om NFL er en spire som bør udbygges. Du er velkommen til at hjælpe Wikipedia ved at udvide den. |